# Centro Cívico Nueva Aragon
Centro Cívico Nueva Aragon är en inomhusarena i Ecatepec de Morelos i delstaten Mexiko, Mexiko, invigd 1992. Arenan ägs av kommunen Ecatepec de Morelos och är tillägnad offentlig förvaltning. Centro Cívico Nueva Aragon tillhör Colonia Nueva Aragon i östra delen av Ecatepec. Arenan ligger i Mexico Citys storstadsområde och används ofta vid lucha libre (mexikansk fribrottning).

## Historia
Arenan invigdes den 15 september 1992 med ett evenemang vars huvudmatch senare blev ökänd. Súper Muñeco, Súper Pinocho och Súper Ratón mötte Espanto Jr., Karis La Momia och La Parka. Under matchens gång ryckte Super Pinocho av La Parka's mask framför en journalist. Inom lucha libre är maskerna oerhört betydelsefulla för brottarna och deras identitet skyddas. Tilltaget gjorde att Super Pinocho portades och stängdes av på livstid från hans dåtida arbetsgivare Asistencia Asesoría y Administración.
Centro Cívico Nueva Aragon har sedan 2000–talet brukats av Mexikos största lucha libre-förbund, Lucha Libre AAA Worldwide, som plats för att arrangera större TV-sända evenemang. Andra större förbund som arrangerat i arenan är The Crash Lucha Libre och Perros del Mal.
I maj 2020 började kommunen att använda arenan som vattencentral för invånarna i distrikten Nueva Aragón, Sauces PRI, Unidades Habitacional Ciudad Oriente, Petroquímica, Alborada de Aragón. Detta efter att området drabbats av vattenbrist i samband med renovering av vattenledningar i området.

## Galleri

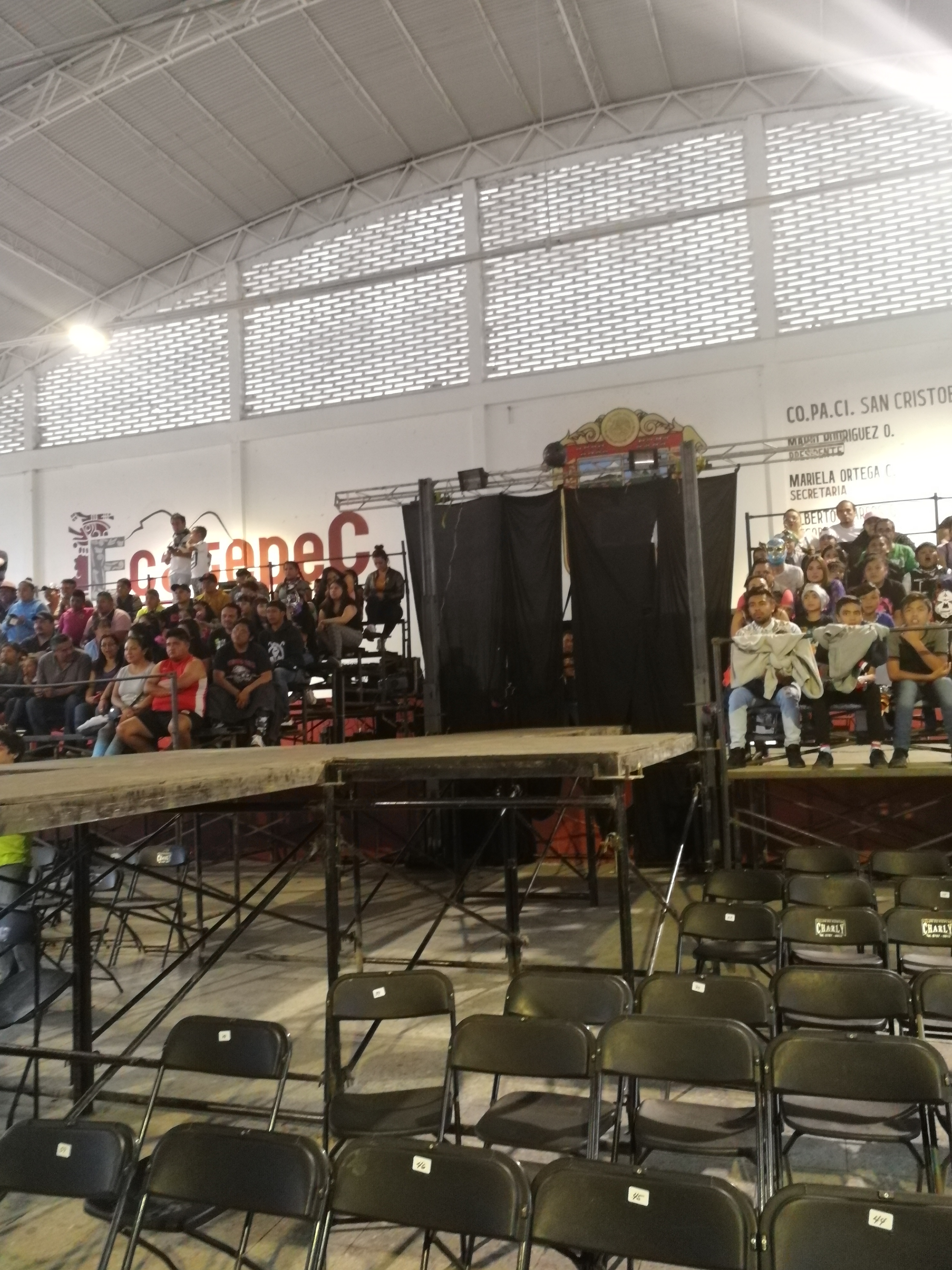
Scen
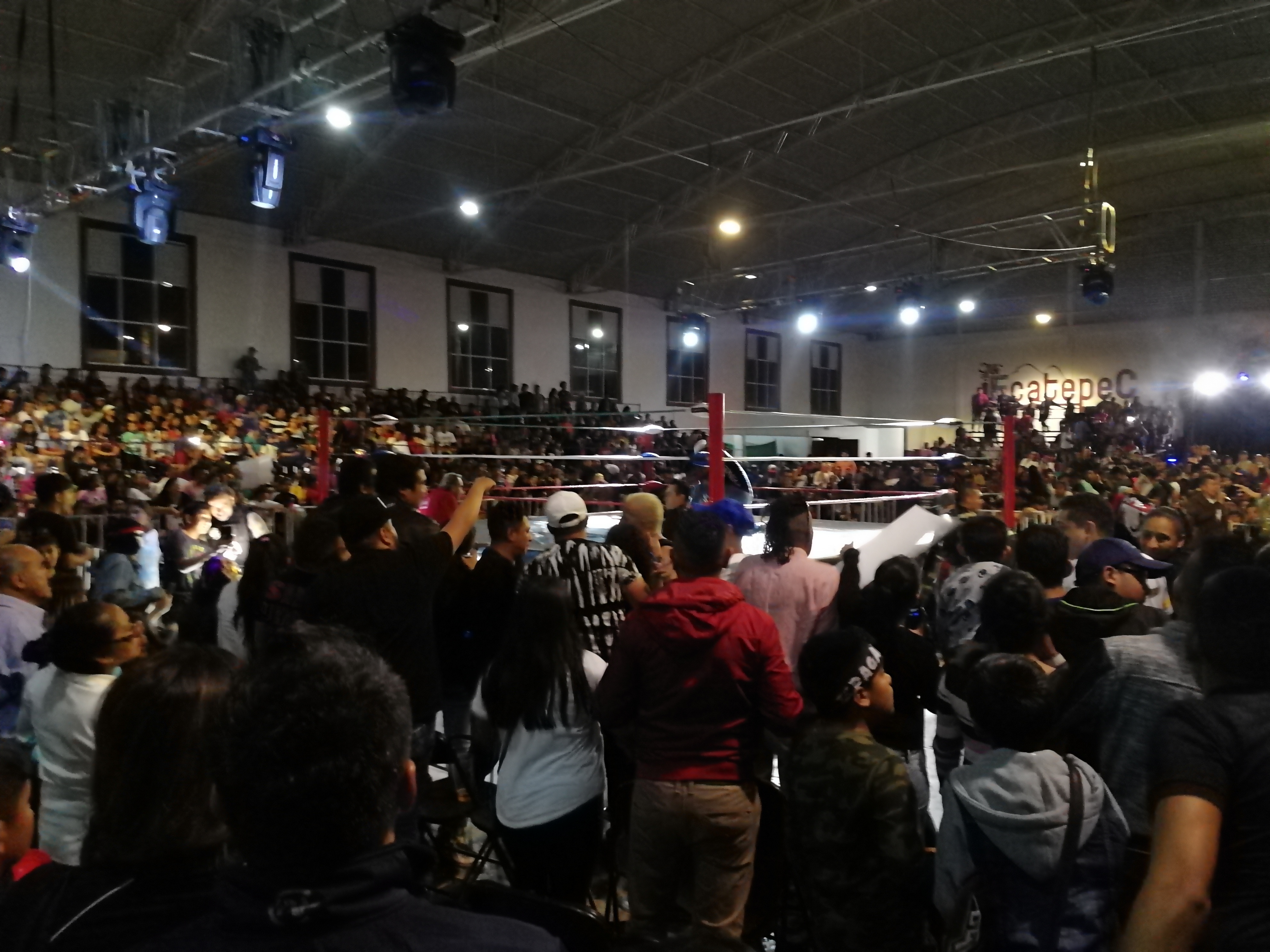
2020
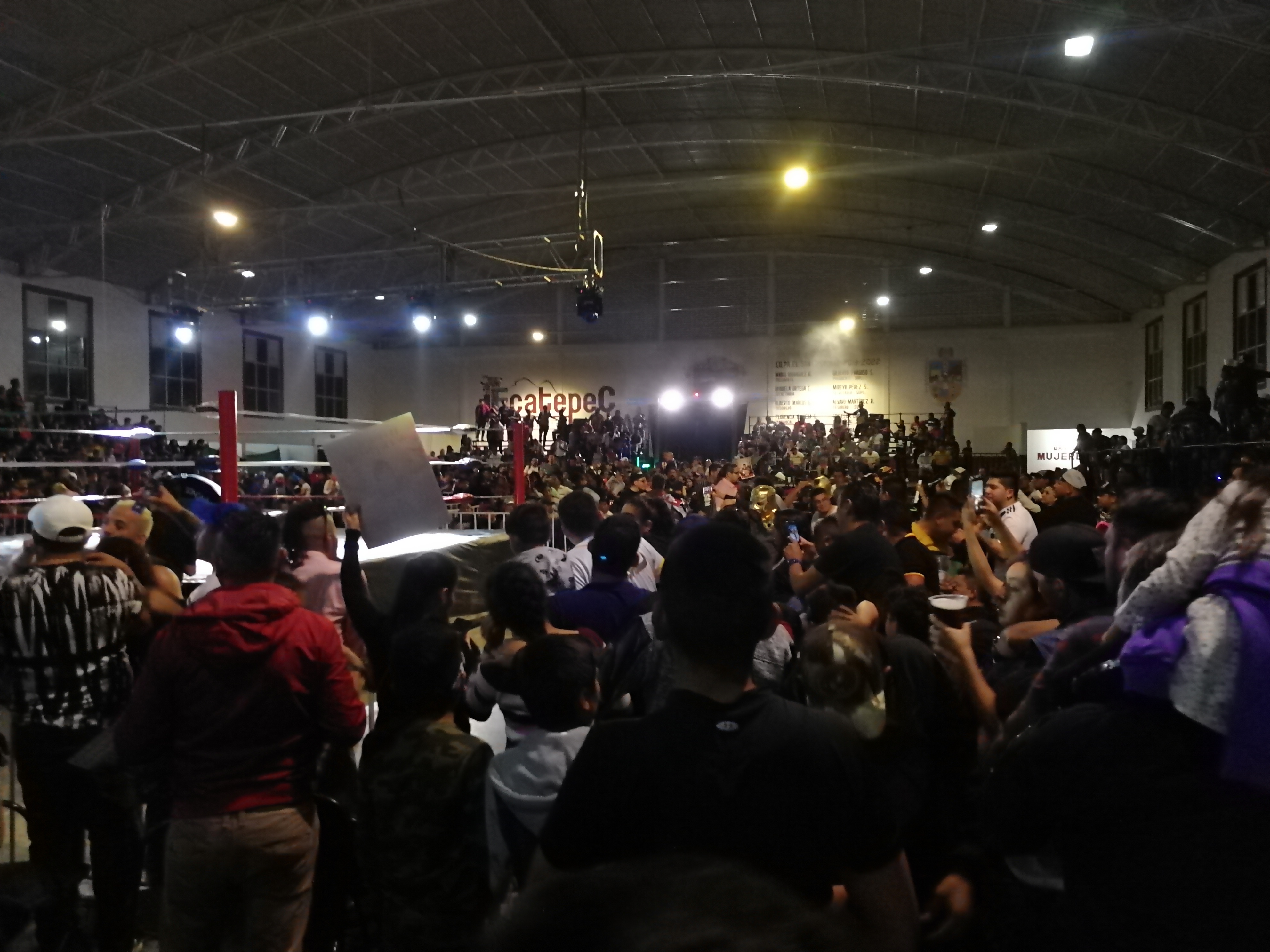
2020